# 土卫四
土卫四又稱為「狄俄涅」（Dione），是环绕土星运行的一颗卫星。它是1684年由乔瓦尼·多梅尼科·卡西尼发现的。國際天文聯會将它按照希腊神话中的泰坦狄俄涅定名为（国际音标为/daɪˈɔʊni/，希腊语原文为）。
如同土卫二和土卫六，土卫四内部也可能存在一层地下海洋。

## 发现和命名
土卫四是于1684年3月21日被乔凡尼·多美尼科·卡西尼发现的。一开始卡西尼将他发现的土卫三、土卫四、土卫五和土卫八命名为“路易之星”（Sidera Lodoicea）来奉承法国国王路易十四，但是这个命名没有被天文学家普遍接受。他们则将最早被发现的五颗土星卫星称为土卫一至五。后来1789年土卫一和土卫二被发现后这个号码命名法被扩展到土卫七（今天的号码命名法后来被调整过，因此与当时的不一样）。
1847年約翰·弗里德里希·威廉·赫歇爾建议使用希腊神话中泰坦的名字来命名土星的卫星，因此土卫四获得了狄俄涅这个名称。（在希腊神话中克洛诺斯是泰坦之一，而希腊神话中的克洛诺斯相当于罗马神话中的萨坦，按照国际天文协会土星是以萨坦命名的，因此土星的卫星是按照希腊神话中他的兄弟姐妹命名的。）

## 轨道
土卫四环绕土星的距离是377,420千米，其环绕周期为65小时41分钟。土卫四轨道的偏心率为0.0022，相对于土星的赤道它的轨道的倾角为0.02°。土卫十二与土卫四位于同一轨道上，土卫十二位于土卫四的拉格朗日点L4上，在土卫四前方60°的位置。

## 物理特征

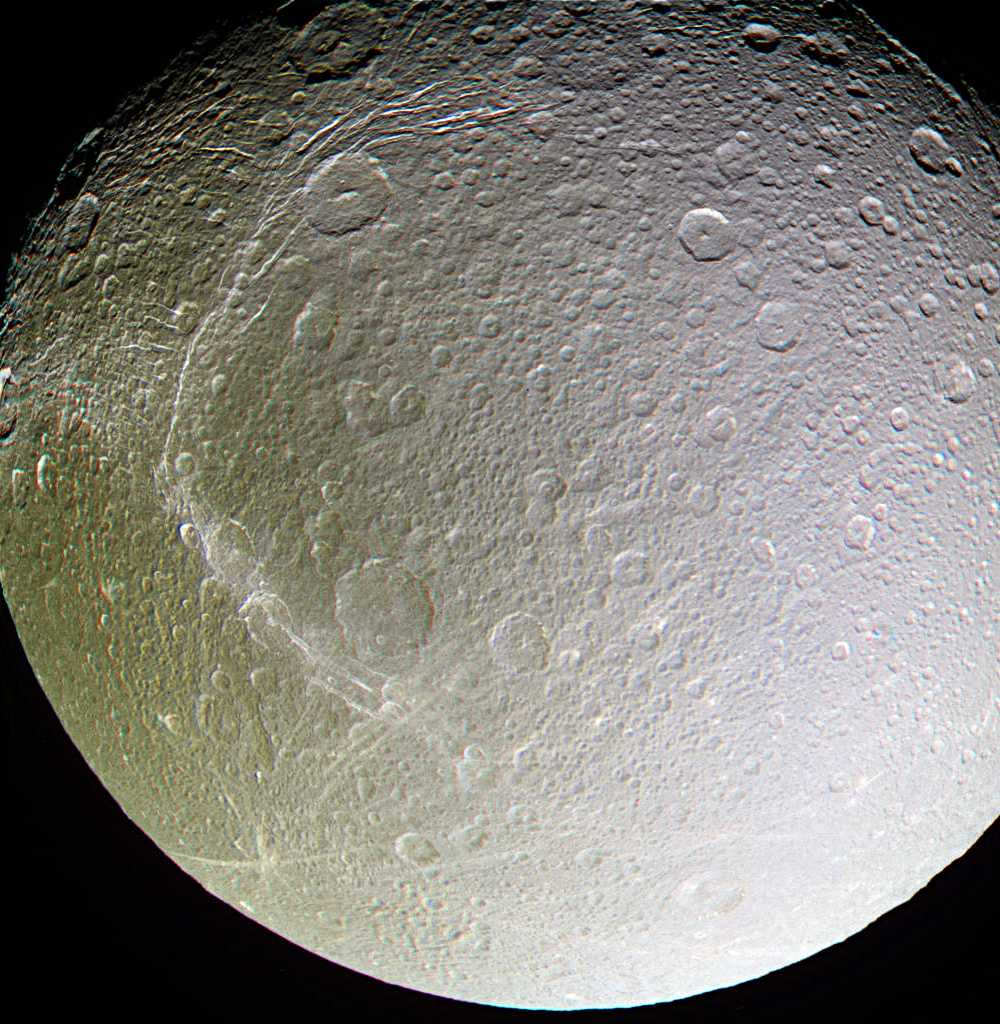
卡西尼号拍摄的土卫四的照片，颜色被加强来提高对比度

土卫四的平均直径为1118千米。土卫四主要由冰组成，不过它是土星卫星中密度第三高的（1.5克/立方厘米，土卫二和土卫六居第一和第二位），因此它的内部必须含有相当多的硅酸盐岩石。土卫四的反照率为0.55，与土卫三和土卫二相比它比较暗。土卫四的表面温度为-187°。它的自转周期与公转周期一样长，也是65小时41分钟，因此它与地球的卫星一样是同步自转。它的自转轴与公转轴之间的交角为0.006°。
土卫四比土卫五小一些，但与土卫五非常类似。它们的组成、反光率和地形均很类似，两颗卫星均具有非常不同的前面和反面（前面指的是在公转中朝着飞行方向的一面，反面指的是在公转中背着飞行方向的一面）。土卫四的正面有比较多的撞击坑，而且比较亮，而它的反面则完全不同，这一面比较暗，明亮的、细小的条纹遮盖了上面的撞击坑。这说明这些条纹是比较新的。这些条纹估计是冰的悬崖。

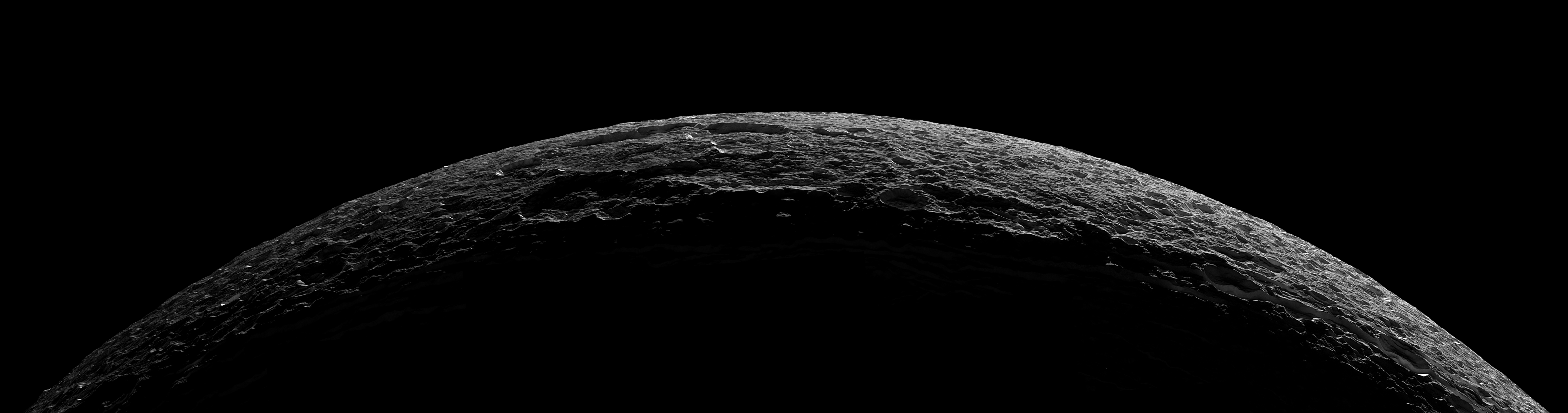
卡西尼-惠更斯号2005年10月11日拍摄的月牙形的土卫四

目前在土卫四上被发现的地质形态有：
- 峡谷
- 线条
- 撞击坑

### 冰悬崖

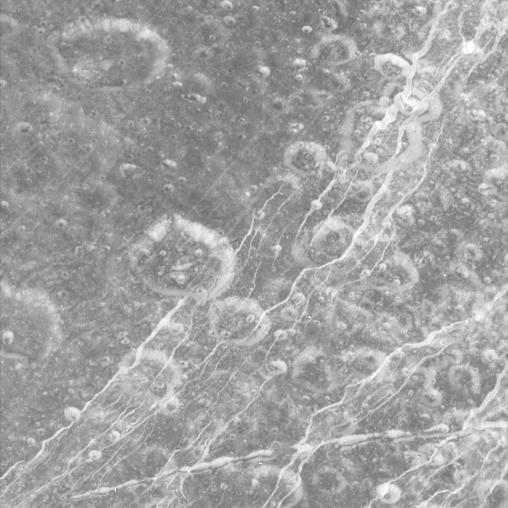
土卫四上老撞击坑的破裂状态

在卡西尼-惠更斯号探测器2004年12月13日飞越土卫四之前，科學家不清楚土卫四表面明亮线条状的结构，原因之一是照片解析度不足。当时唯一知道的訊息這些地區反光率非常高，而且非常薄，可以看到下面的结构。当时的推测是土卫四刚刚形成后地质活跃，冰火山改造了大部分表面。这些线条是沿着裂缝的爆发后冰雪重新落到土卫四表面形成的。后来这些地质活动停止后前面由于不断受到陨星的撞击这些线条被磨灭了。
但卡西尼号最新的照片证明这个推测有誤，这些线条根本就不是堆积的冰雪，而是地震造成的明亮冰悬崖。土卫四的背面上显示着巨大的破裂。
2005年10月11日，卡西尼号以距離500千米飞越土卫四时，拍摄这些悬崖的清晰照片，显示悬崖有些达数百米高。

### 撞击坑
土卫四表面有多种地形，其中包括含有很多撞击坑的地形、含有中等撞击坑数目的平原、含有少数撞击坑的平原和地壳破裂的区域。含有很多撞击坑的地区有许多大到直径100千米的撞击坑。平原地区的撞击坑的直径一般小于30千米。不过也有有很多撞击坑的平原。大多数含有很多撞击坑的地区位于土卫四的反面，而在它的前面也有含有少量撞击坑的平原。这个现象与许多科学家预言的正好相反。尤金·舒梅克和其他人曾提出一个理论认为自传与公转同步的卫星的前面的撞击坑数量应该比较多，反面比较少。这说明土卫四被撞击时它的正面和反面正好反过来。由于土卫四比较小，在受到比较大的撞击（撞击坑大于35千米）时它会被转动。由于土卫四表面有许多大于35千米的撞击坑，因此它在早期撞击率比较高时可能不断被转动。今天遗留下来的撞击坑和比较亮的正面说明它现在的正面已经有数十亿年是正面了。
土卫四的撞击坑与木卫四的类似，而不像月球和水星上的撞击坑，它的边缘不那么明显。这可能是因为随着时间比较弱的冰衰落了。不过土卫四上的撞击坑中有些还有中央山，而不像木卫四那样完全没有中央山了，这说明土卫四上的冰不像木卫四那样脆弱。

## 观测
土卫四的视星等为10.4等，从地球上看出去是土星最亮的卫星，不过要观察土卫四需要一台物镜大于10厘米的望远镜。